# Pachuca de Hidalgo
Para el equipo de fútbol, véase Club de Fútbol Pachuca.
El Pachuca de Hidalgo fue un equipo que participó en la Liga Mexicana de Béisbol con sede en Pachuca, Hidalgo, México.

## Historia
El Hidalgo nace en la Ciudad de México en el año de 1926 participando en la Liga Mexicana de Béisbol bajo el nombre de Gertrudis de México, posteriormente para la segunda mitad de su primera temporada se mudaron a la ciudad de Pachuca donde cambiaron el nombre por el de Gabay de Pachuca, en la primera mitad ganaron 6 juegos y perdieron 8, la segunda mitad el equipo ganó 5 partidos y perdió 6. El siguiente año el equipo continuó jugando como Gabay de Pachuca donde terminó empatado en tercer lugar con Artillería de México con 7 ganados y 8 perdidos. A partir de la siguiente temporada comenzó a utilizar el nombre de Pachuca de Hidalgo donde solamente ganó 5 juegos y perdió 12. 
El equipo regresó hasta la temporada de 1930 donde tuvo mejores números al terminar empatado en segundo lugar con los Leones de Obras Públicas con 13 ganados y 12 perdidos. En la temporada de 1932 se quedaron cerca de lograr un campeonato al terminar a un juego de diferencia del primer lugar el Tráfico de México, ese año el Hidalgo ganó 23 juegos y perdió 13. El siguiente año volvió a quedarse cerca al perder una serie final contra los Tigres de Comintra 2 juegos a 3, esa temporada ambos equipos empataron en primer lugar con 15 ganados y 5 perdidos por lo que se tuvo que jugar la serie por el campeonato. Para su último año en el circuito solamente ganaron 5 juegos y perdieron 14 quedando en último lugar. El equipo desapareció para el siguiente año.